# Hyoscyamus grandiflorus
Hyoscyamus grandiflorus är en potatisväxtart som beskrevs av Adrien René Franchet. Hyoscyamus grandiflorus ingår i släktet bolmörter, och familjen potatisväxter. Inga underarter finns listade i Catalogue of Life.